# Аспургиане
Аспургиане (или аспургианы) — одно из меотских племен, живших в I тысячелетии до н. э. на восточном и юго-восточном побережье Азовского моря, упоминаются античными авторами.

## История
Страбон сообщал :

К числу меотов принадлежат сами синды и дандарии, тореаты, агры и аррехи, а также тарпеты, обидиакены, ситтакены, досхи и некоторые другие. К ним относятся аспургианы, живущие на пространстве в 500 стадий между Фанагорией и Горгиппией. Когда царь Полемон I, напав на них под предлогом заключения договора о дружбе, не сумел, однако, скрыть своего намерения, они перехитрили его и, захватив в плен, убили.

Более поздняя судьба племени аспургиан пока не известна. Вероятно, они просто растворились в общей меотской среде.
Позже аспургиане практически не упоминаются, за исключением того, что Полемон I был лишь третьим по счёту мужем боспорской царицы Динамии (внучка Митридата Великого), а её первым мужем был Асандр — возможно, аспургианский царь (или вождь), причём в браке Динамии и Асандра родился сын (скорее всего единственный), которого назвали Аспургом.
В советское время было установлено, что античные авторы в древности называли меотами различные адыгские племена, которые обитали в Прикубанье, на юго-западе Северного Кавказа и Черноморском побережья.
Аспургиане упоминаются в связи с сыном Аспурга Митридатом VIII, скрывавшимся у аспургиан от преследования римлян.

## Гипотезы
Исходя из вышеуказанного сообщения Страбона, меотское племя аспургиан оказало некоторое влияние на историю Боспорского государства, поэтому относительно этнической принадлежности аспургиан в последнее время часто выдвигаются различные гипотезы, а именно :
Отдельные северокавказские историки видят в аспургианах вероятных предков ранних алан.
Последователи Гумилёва утверждают, что аспургиане это господствующая родовая династия сарматского племени сираков.
Отдельные историки убеждены, что аспургиане это не народ, а сословие тяжеловооружённых воинов−всадников, находившихся на службе у боспорских владык.
Историк С. Ю. Сапрыкин считает, что термин "аспургиане" может являться наименованием военно-хозяйственных поселенцев на Боспоре. Такое название данная социальная группа могла получить из-за активной строительной деятельности Асандра и Аспурга в оборонительной сфере. 

## Иное значение
Примерно через 400 лет после вышеуказанных событий в том же географическом районе (Северное Причерноморье), наименование, близкое к аспургианам, снова появляется в истории, но не в качестве обозначения племён (народов), а в качестве обозначения должности — «аспургии» — начальники областей, упоминаются наряду с должностями хилиарх, лохаг (военачальник), политарх. Эти наименования должностей стали известны из посвятительной надписи III века н. э. в честь Зевса Спасителя и Геры Спасительницы за победу и долголетие царя Тейрана I.